# Modesto Lafuente
Modesto Lafuente y Zamalloa (Rabanal de los Caballeros, 1 de mayo de 1806-Madrid, 25 de octubre de 1866) fue un periodista, historiador, político y escritor satírico español, que usó los pseudónimos de Fray Gerundio y Pelegrín Tirabeque.

## Biografía
Su padre fue un "médico de espuela" (médico itinerante que debe servir a un grupo de pequeños pueblos dispersos) natural del municipio palentino de Olea de Boedo y su madre era de Bilbao; Pérez Garzón ha sugerido que el padre fue afrancesado. Siguiendo los pasos de su hermano Manuel, que era sacerdote, cuando cumplió catorce años (1819) ingresó en el seminario de León y se le dio la tonsura en 1820, cuando empezaba el Trienio Liberal; prosiguió en el seminario de Astorga y salió libre de las juntas de depuración de 1824 como no opuesto al absolutismo; estudió teología y leyes en la Universidad de Valladolid mientras su familia, a causa de los cambios de destino del padre médico, iba de un lugar a otro por Castilla la Vieja. Pero en 1828 se cerraron las universidades. El historiador de la prensa Marcelino Tobajas sugiere que por entonces ingresó en la masonería, aunque no está claro. En 1831 se le nombra bibliotecario y poco después catedrático de Filosofía del seminario de Astorga. 
A la muerte del rey Fernando VII en 1833 Lafuente duda en ordenarse sacerdote definitivamente y, por fin, renuncia, se decide por el bando liberal y muda la carrera eclesiástica por la política; sus superiores del seminario lo tenían ya por isabelino y liberal al menos desde 1836 en León. Se le dio el cargo de secretario de la junta diocesana y allí asistió a las consecuencias de la Desamortización de Mendizábal, de la que siempre renegará en el Fray Gerundio porque fue negativa para el clero y no mejoró la economía del país. De hecho, este famoso personaje, creado por él, era un fraile exclaustrado por la desamortización.
Liberal progresista, fundó en León el periódico Fray Gerundio (1837), de estilo satírico, que prosiguió luego en Madrid hasta 1849 con una interrupción entre 1843 y 1848. Desde él difundió las ideas de libertad y progreso material y moral. Gozó de enorme fama en toda España, especialmente por sus «Capilladas» satíricas sobre costumbres y problemas y personajes políticos, en forma de diálogos cómicos de Fray Gerundio (cuyo nombre tomó de la famosa novela satírica del padre José Francisco de Isla) y el lego Pelegrín Tirabeque. Recogió estos artículos en Colección de capilladas y disciplinazos (1837–1840) y Teatro social del siglo XIX (1846); pero la colección original abarca quince volúmenes en la primera serie (1837-1840 y enero-junio de 1842) y otros dos en la segunda (desde el 5 de junio de 1843 a enero de 1844). El tremendo éxito de sus cervantinos personajes fue verdaderamente insólito para la época y reportó grandes beneficios económicos al autor. En 1841, en el Teatro Princesa, Juan Prim, entonces coronel, le agredió con dos bastonazos en la cabeza.

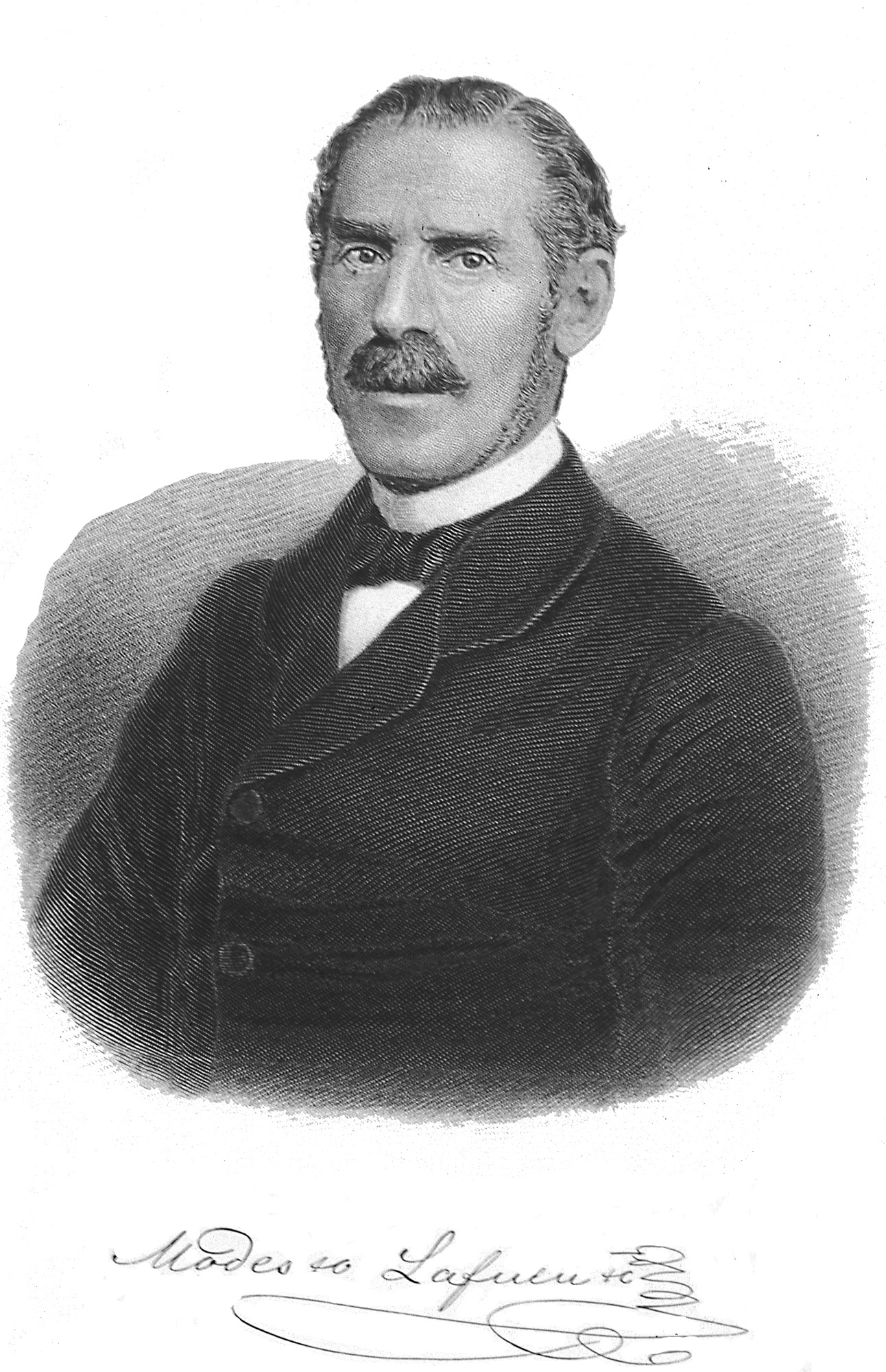
Retrato grabado en el de Modesto Lafuente y Zamalloa

No hay que hablar de costumbrismo propiamente dicho en esta obra, porque la visión que trasluce el conjunto es política y, como el propio autor define, social. En este sentido, Baroja afirmaba que "se puede considerar a Modesto Lafuente como un pionero de la Sociología o, si se quiere (y sin apartarse del empleo de un barbarismo como el que supone la composición de vocablos mixtos de griego y de latín) de la Sociografía".
En septiembre de 1837 fue nombrado oficial primero del gobierno civil, cuando ya sus escritos empezaban a granjearle fama; sin embargo, no quiso asignar una ideología determinada al Fray Gerundio, a pesar de su notorio liberalismo. Para dicho nombramiento fue recomendado al ministro de Gobernación por los diputados de la provincia de León Juan Antonio del Corral y de Mier (bisabuelo del matemático José del Corral y Herrero), Luis de Sosa y Pascual Fernández. Sus modelos declarados como satírico son Juvenal y Cervantes, pero niega ser seguidor de Larra. En 1838 conoció al gran editor Francisco de Paula Mellado, propietario del periódico La Estafeta, quien le propuso editar el Fray Gerundio en Madrid, lo que en efecto hizo. Aunque obtuvo la amistad del general Francisco Linage (1795-1847), brazo derecho de Baldomero Espartero, y se carteó con él a fin de obtener información sobre Isabel II, polemizó y obtuvo la inquina del general Prim, a quien había bautizado como Pringue en su periódico. En verano de 1840 hizo un viaje por Europa, deteniéndose en especial en Francia y Bélgica. En mayo de 1843 se casó con la hermana de su editor, la granadina María Concepción Mellado, quien en ese momento contaba veinticinco años; por entonces su trabajo como escritor le había dado un capital de un millón y medio de reales, una cifra nada despreciable en esa época. En 1850 edita el primer tomo de su Historia general de España, tarea en que estará absorto hasta 1866 y le valdrá ser nombrado miembro de la Real Academia de la Historia desde 1853, pronunciando un discurso de ingreso sobre Fundaciones y vicisitudes del Califato de Córdoba, causas y consecuencias de su caída.
La evolución de Lafuente lo llevó desde el liberalismo a una postura más conservadora y moderada. Desde 1854 trabajó a favor de Leopoldo O'Donnell y la Unión Liberal, pues "ya no creía en los extremos" y participó durante el Bienio Progresista en la redacción de una nueva Constitución española. En 1856 fue nombrado director de la recién creada Escuela Superior de Diplomática y figuró como integrante de la Junta Superior de Archivos y Bibliotecas. En 1865 se le hizo miembro del Consejo de Estado. Murió el 25 de octubre de 1866 dejando tres hijos y, aunque fue enterrado en Madrid, en 1971 sus restos fueron trasladados al panteón familiar en la localidad vallisoletana de Mayorga. Condecorado con la gran cruz de la Orden de Isabel la Católica, fue miembro de la Real Academia de la Historia. En la Real Academia Española puede verse uno de los pocos retratos que de él se conservan.

## Obra
Aparte de por su celebérrimo periódico, Modesto Lafuente es recordado por su monumental Historia General de España (1850–1867) en seis tomos y treinta volúmenes. La obra fue consecuencia de la lectura por el autor de la Histoire d'Espagne (París, 1839) de Charles Romey en nueve tomos; sintiéndose descontento de que no hubiese una obra de conjunto sobre su país desde la época ya remota de Juan de Mariana, e incitado seguramente por el editor Francisco de Paula Mellado, decidió escribir y publicar una nueva compuesta por un español. Una segunda edición (13 volúmenes) se publicó entre 1874 y 1875. Más tarde se imprimió una revisión de Juan Valera que continuó hasta la muerte de Alfonso XII en 25 vols. (1887-1890) con la colaboración además de Andrés Borrego y Antonio Pirala. Una última edición ampliada hasta la mayoría de edad de Alfonso XIII por José Coroleu y Gabriel Maura y Gamazo se hizo en Barcelona: Montaner y Simón, 1930. 
Se considera a esta una obra paradigmática de la historiografía liberal española del ochocientos, ya que llevó a cabo la primera historia de una España concebida como nación unitaria desde tiempos inmemoriales y supuso la superación definitiva de la antigua historia de Juan de Mariana de 1600 y, por su gran difusión, contribuyó activamente a crear la conciencia nacional española. Ofrece una visión de la historia de España providencialista, unida y cristiana desde sus orígenes, apoyada siempre por la Providencia:
Por fortuna hay otro principio más alto, más noble, más consolador a que recurrir para explicar la marcha general de las sociedades: la Providencia, que, algunos, no pudiendo comprenderla, han confundido con el fatalismo
En consecuencia, Modesto Lafuente es considerado paradigma oficial de la historiografía española del siglo XIX. Otras obras suyas son Viaje de Fray Gerundio por Francia, Bélgica, Holanda y orillas del Rin (1842), con interesantes noticias de viaje, el ya citado Teatro social del siglo XIX (1846), de sesgo costumbrista y satírico; Viaje aerostático (1847), sátira política sobre Europa, y La cuestión religiosa (1855), defensa de la unidad católica española.
Lafuente fue el introductor del término "Reconquista" para referirse al período histórico desarrollado en la península ibérica entre la conquista omeya de Hispania en 711 y la caída del Reino nazarí de Granada ante los reinos cristianos en expansión en 1492.

## Ediciones de su obra
- Historia General de España desde los tiempos más remotos hasta nuestros días. Discurso preliminar. Edición de Juan Sisinio Pérez Garzón. Urgoiti editores: Mutilva Baja, 2002.
- Fray Gerundio. Periódico satírico de política y costumbres, Madrid: Imprenta de Mellado, segunda edición, 15 volúmenes (OSU, Main Library: Rare Books collection), 1839.
- Historia general de España desde los tiempos primitivos hasta la muerte de Fernando VII, por Don Modesto Lafuente, continuada desde dicha época hasta nuestros días por Don Juan Valera con la colaboración de D. Andrés Borrego y D. Antonio Pirala. Barcelona: Montaner y Simón, 1888-1890.
- Teatro social del siglo XIX. Madrid: P. Mellado, 1845-46.
- Viage aerostatico de Fr. Gerundio y Tirabeque: capricho gerundiano: en que se dá cuenta de la espedición aérea que verificaron Fr. Gerundio y su lego en el globo de Mr. Arban y en su compañía, la tarde de I de noviembre de 1847 Madrid: P. Mellado, 1847.
- Fray Gerundio Revista europea. Madrid: Establecimiento de Mellado, 1848.
- Viages de Fr. Gerundio por Francia, Bélgica, Holanda y orillas del Rhin. Madrid: Establecimiento Tipográfico, 1842.
- Fundación, engrandecimiento y caída del califato de Córdoba. Discurso leído por el Sr. Modesto Lafuente al tomar posesión de la plaza de académico de número de la Real Academia de la Historia. Madrid: Establecimiento de Mellado, 1853.